# فينس برودريك
فينس برودريك (17 أغسطس 1920 في المملكة المتحدة - 14 نوفمبر 2010 بونشستر في المملكة المتحدة) (بالإنجليزية: Vincent Broderick)‏ هو لاعب كريكت بريطاني وبريطاني (وحمل سابقاً جنسية المملكة المتحدة لبريطانيا العظمى وأيرلندا). لعب مع نادي مقاطعة نورثامبتونشير للكريكت ‏ ونادي مارليبون للكريكت ‏.